# Grand Prix automobile d'Allemagne 1991
GP précédent GP suivant
Le Grand Prix automobile d'Allemagne 1991 (Grosser Mobil 1 Preis von Deutschland), disputé sur le circuit d'Hockenheim situé dans le land de Bade-Wurtemberg en Allemagne le 28 juillet 1991, est la trente-neuvième édition du Grand Prix, la 509e épreuve du championnat du monde de Formule 1 courue depuis 1950 et la neuvième manche du championnat 1991.

## Préqualifications et qualifications

### Préqualifications
| Pos. | Pilote             | Constructeur     | Temps    | Écart     |
| ---- | ------------------ | ---------------- | -------- | --------- |
| 1    | Martin Brundle     | Brabham-Yamaha   | 1:42.810 |           |
| 2    | Gabriele Tarquini  | AGS-Ford         | 1:43.939 | + 1 s 129 |
| 3    | Michele Alboreto   | Footwork-Porsche | 1:44.034 | + 1 s 224 |
| 4    | Mark Blundell      | Brabham-Yamaha   | 1:44.257 | + 1 s 447 |
| 5    | Olivier Grouillard | Fondmetal-Ford   | 1:44.645 | + 1 s 835 |
| 6    | Alex Caffi         | Footwork-Porsche | 1:45.282 | + 2 s 472 |
| 7    | Fabrizio Barbazza  | AGS-Ford         | 1:46.604 | + 3 s 794 |
| 8    | Pedro Chaves       | Coloni-Ford      | 1:47.546 | + 4 s 736 |

### Qualifications
| Pos. | Pilote            | Constructeur         | Q1           | Q2       | Écart     |
| ---- | ----------------- | -------------------- | ------------ | -------- | --------- |
| 1    | Nigel Mansell     | Williams-Renault     | 1:37.467     | 1:37.087 |           |
| 2    | Ayrton Senna      | McLaren-Honda        | 1:38.208     | 1:37.274 | + 0 s 187 |
| 3    | Gerhard Berger    | McLaren-Honda        | 1:37.946     | 1:37.393 | + 0 s 306 |
| 4    | Riccardo Patrese  | Williams-Renault     | 1:38.146     | 1:37.435 | + 0 s 348 |
| 5    | Alain Prost       | Ferrari              | 1:39.422     | 1:39.034 | + 1 s 947 |
| 6    | Jean Alesi        | Ferrari              | 1:39.391     | 1:39.042 | + 1 s 955 |
| 7    | Andrea De Cesaris | Jordan-Ford          | 1:40.387     | 1:40.239 | + 3 s 152 |
| 8    | Nelson Piquet     | Benetton-Ford        | 1:40.560     | 1:40.878 | + 3 s 473 |
| 9    | Roberto Moreno    | Benetton-Ford        | 1:41.968     | 1:40.957 | + 3 s 870 |
| 10   | Pierluigi Martini | Minardi-Ferrari      | 1:40.998     | 1:41.373 | + 3 s 911 |
| 11   | Bertrand Gachot   | Jordan-Ford          | 1:41.443     | 1:41.308 | + 4 s 221 |
| 12   | Ivan Capelli      | Leyton House-Ilmor   | 1:42.025     | 1:41.330 | + 4 s 243 |
| 13   | Satoru Nakajima   | Tyrrell-Honda        | 1:41.515     | 1:41.390 | + 4 s 303 |
| 14   | Stefano Modena    | Tyrrell-Honda        | 1:41.566     | 1:41.952 | + 4 s 479 |
| 15   | Martin Brundle    | Brabham-Yamaha       | 1:42.294     | 1:41.615 | + 4 s 528 |
| 16   | Mauricio Gugelmin | Leyton House-Ilmor   | Pas de temps | 1:41.735 | + 4 s 648 |
| 17   | Thierry Boutsen   | Ligier-Lamborghini   | 1:41.823     | 1:41.929 | + 4 s 736 |
| 18   | Emanuele Pirro    | Scuderia Italia-Judd | 1:42.021     | 1:42.672 | + 4 s 934 |
| 19   | Gianni Morbidelli | Minardi-Ferrari      | 1:42.132     | 1:42.058 | + 4 s 971 |
| 20   | Jyrki Järvilehto  | Scuderia Italia-Judd | 1:42.171     | 1:42.708 | + 5 s 084 |
| 21   | Mark Blundell     | Brabham-Yamaha       | 1:43.414     | 1:42.216 | + 5 s 129 |
| 22   | Aguri Suzuki      | Larrousse-Ford       | 1:45.037     | 1:42.474 | + 5 s 387 |
| 23   | Mika Häkkinen     | Lotus-Judd           | 1:44.816     | 1:42.726 | + 5 s 639 |
| 24   | Nicola Larini     | Modena-Lamborghini   | 1:44.596     | 1:43.035 | + 5 s 948 |
| 25   | Éric Bernard      | Larrousse-Ford       | 1:43.797     | 1:43.321 | + 6 s 234 |
| 26   | Érik Comas        | Ligier-Lamborghini   | 1:43.803     | 1:43.364 | + 6 s 277 |
| 27   | Michele Alboreto  | Footwork-Porsche     | 1:44.362     | 1:43.409 | + 6 s 322 |
| 28   | Michael Bartels   | Lotus-Judd           | 1:46.409     | 1:43.624 | + 6 s 537 |
| 29   | Gabriele Tarquini | AGS-Ford             | 1:43.787     | 1:43.918 | + 6 s 700 |
| 30   | Eric van de Poele | Modena-Lamborghini   | 1:44.489     | 1:44.207 | + 7 s 120 |

## Classement
| Pos. | No | Pilote             | Écurie               | Tours | Temps/Abandon                      | Grille | Points |
| ---- | -- | ------------------ | -------------------- | ----- | ---------------------------------- | ------ | ------ |
| 1    | 5  | Nigel Mansell      | Williams-Renault     | 45    | 1 h 19 min 29 s 661 (231,028 km/h) | 1      | 10     |
| 2    | 6  | Riccardo Patrese   | Williams-Renault     | 45    | + 13 s 779                         | 4      | 6      |
| 3    | 28 | Jean Alesi         | Ferrari              | 45    | + 17 s 618                         | 6      | 4      |
| 4    | 2  | Gerhard Berger     | McLaren-Honda        | 45    | + 32 s 651                         | 3      | 3      |
| 5    | 33 | Andrea De Cesaris  | Jordan-Ford          | 45    | + 1 min 17 s 537                   | 7      | 2      |
| 6    | 32 | Bertrand Gachot    | Jordan-Ford          | 45    | + 1 min 40 s 605                   | 11     | 1      |
| 7    | 1  | Ayrton Senna       | McLaren-Honda        | 44    | Panne d'essence                    | 2      |        |
| 8    | 19 | Roberto Moreno     | Benetton-Ford        | 44    | + 1 tour                           | 9      |        |
| 9    | 25 | Thierry Boutsen    | Ligier-Lamborghini   | 44    | + 1 tour                           | 17     |        |
| 10   | 21 | Emanuele Pirro     | Scuderia Italia-Judd | 44    | + 1 tour                           | 18     |        |
| 11   | 7  | Martin Brundle     | Brabham-Yamaha       | 43    | + 2 tours                          | 15     |        |
| 12   | 8  | Mark Blundell      | Brabham-Yamaha       | 43    | + 2 tours                          | 21     |        |
| 13   | 4  | Stefano Modena     | Tyrrell-Honda        | 41    | + 4 tours                          | 14     |        |
| Abd. | 27 | Alain Prost        | Ferrari              | 37    | Embrayage                          | 5      |        |
| Abd. | 16 | Ivan Capelli       | Leyton House-Ilmor   | 36    | Panne électrique                   | 12     |        |
| Abd. | 22 | Jyrki Järvilehto   | Scuderia Italia-Judd | 35    | Bielle                             | 20     |        |
| Abd. | 20 | Nelson Piquet      | Benetton-Ford        | 27    | Boîte de vitesses                  | 8      |        |
| Abd. | 3  | Satoru Nakajima    | Tyrrell-Honda        | 26    | Boîte de vitesses                  | 13     |        |
| Abd. | 26 | Érik Comas         | Ligier-Lamborghini   | 22    | Pression d'huile                   | 26     |        |
| Abd. | 15 | Mauricio Gugelmin  | Leyton House-Ilmor   | 21    | Moteur                             | 16     |        |
| Abd. | 11 | Mika Häkkinen      | Lotus-Judd           | 19    | Moteur                             | 23     |        |
| Abd. | 30 | Aguri Suzuki       | Larrousse-Ford       | 15    | Moteur                             | 22     |        |
| Abd. | 24 | Gianni Morbidelli  | Minardi-Ferrari      | 14    | Moteur                             | 19     |        |
| Abd. | 23 | Pierluigi Martini  | Minardi-Ferrari      | 11    | Fuite d'huile                      | 10     |        |
| Abd. | 29 | Éric Bernard       | Larrousse-Ford       | 9     | Transmission                       | 25     |        |
| Abd. | 34 | Nicola Larini      | Modena-Lamborghini   | 0     | Sortie de piste                    | 24     |        |
| Nq.  | 9  | Michele Alboreto   | Footwork-Porsche     |       | Non qualifié                       |        |        |
| Nq.  | 12 | Michael Bartels    | Lotus-Judd           |       | Non qualifié                       |        |        |
| Nq.  | 17 | Gabriele Tarquini  | AGS-Ford             |       | Non qualifié                       |        |        |
| Nq.  | 35 | Eric van de Poele  | Modena-Lamborghini   |       | Non qualifié                       |        |        |
| Npq. | 14 | Olivier Grouillard | Fondmetal-Ford       |       | Non préqualifié                    |        |        |
| Npq. | 10 | Alex Caffi         | Footwork-Porsche     |       | Non préqualifié                    |        |        |
| Npq. | 18 | Fabrizio Barbazza  | AGS-Ford             |       | Non préqualifié                    |        |        |
| Npq. | 31 | Pedro Chaves       | Coloni-Ford          |       | Non préqualifié                    |        |        |

## Pole position et record du tour
- Pole position : Nigel Mansell en 1 min 37 s 087 (vitesse moyenne : 252,219 km/h).
- Meilleur tour en course : Riccardo Patrese en 1 min 43 s 569 au 35e tour (vitesse moyenne : 236,434 km/h).

## Tours en tête
- Nigel Mansell : 43 (1-18 / 21-45)
- Jean Alesi : 2 (19-20)

## Statistiques
- 19e victoire pour Nigel Mansell.
- 48e victoire pour Williams en tant que constructeur.
- 28e victoire pour Renault en tant que motoriste.